# Adaílton dos Santos da Silva
Adaílton dos Santos da Silva (sinh ngày 6 tháng 12 năm 1990) là một cầu thủ bóng đá người Brasil thi đấu cho Júbilo Iwata.

## Thống kê câu lạc bộ
Cập nhật đến ngày 23 tháng 2 năm 2017.
| Thành tích câu lạc bộ | Thành tích câu lạc bộ | Thành tích câu lạc bộ | Giải vô địch | Giải vô địch | Cúp                   | Cúp                   | Cúp Liên đoàn | Cúp Liên đoàn | Tổng cộng | Tổng cộng |
| Mùa giải              | Câu lạc bộ            | Giải vô địch          | Số trận      | Bàn thắng    | Số trận               | Bàn thắng             | Số trận       | Bàn thắng     | Số trận   | Bàn thắng |
| Nhật Bản              | Nhật Bản              | Nhật Bản              | Giải vô địch | Giải vô địch | Cúp Hoàng đế Nhật Bản | Cúp Hoàng đế Nhật Bản | J. League Cup | J. League Cup | Tổng cộng | Tổng cộng |
| --------------------- | --------------------- | --------------------- | ------------ | ------------ | --------------------- | --------------------- | ------------- | ------------- | --------- | --------- |
| 2015                  | Júbilo Iwata          | J2 League             | 39           | 17           | 0                     | 0                     | –             | –             | 39        | 17        |
| 2016                  | Júbilo Iwata          | J1 League             | 34           | 6            | 0                     | 0                     | 1             | 0             | 35        | 6         |
| Tổng cộng sự nghiệp   | Tổng cộng sự nghiệp   | Tổng cộng sự nghiệp   | 73           | 23           | 0                     | 0                     | 1             | 0             | 74        | 23        |